# Nagasaki Kento
Kento Nagasaki (長崎 健人 Nagasaki Kento,  sinh ngày 5 tháng 6 năm 1990 ở Kanagawa, Nhật Bản) là một cầu thủ bóng đá người Nhật Bản. Anh là một tiền vệ.
Anh học tập tại và thi đấu cho Trường Trung học Shizuoka Gakuen và Đại học Shizuoka Sangyo.
Sau khi tốt nghiệp đại học, anh ký hợp đồng với Albirex Niigata (S) từ S.League năm 2013.

## Thống kê sự nghiệp câu lạc bộ
Tính đến Jan 8, 2018
| Thành tích câu lạc bộ | Thành tích câu lạc bộ | Thành tích câu lạc bộ | Giải vô địch | Giải vô địch | Cúp                           | Cúp                           | Cúp Liên đoàn | Cúp Liên đoàn | Tổng cộng | Tổng cộng |
| Mùa giải              | Câu lạc bộ            | Giải vô địch          | Số trận      | Bàn thắng    | Số trận                       | Bàn thắng                     | Số trận       | Bàn thắng     | Số trận   | Bàn thắng |
|                       |                       |                       | Giải vô địch | Giải vô địch | Cúp bóng đá Singapore         | Cúp bóng đá Singapore         | Cúp Liên đoàn | Cúp Liên đoàn | Tổng cộng | Tổng cộng |
| --------------------- | --------------------- | --------------------- | ------------ | ------------ | ----------------------------- | ----------------------------- | ------------- | ------------- | --------- | --------- |
| 2013                  | Albirex Niigata (S)   | S.League              | 27           | 6            | 1                             | 1                             | 4             | 0             | 32        | 7         |
| 2014                  | Albirex Niigata (S)   | S.League              | 27           | 5            | 3                             | 0                             | 2             | 0             | 32        | 5         |
| 2015                  | Albirex Niigata (S)   | S.League              | 25           | 2            | 5                             | 2                             | 4             | 3             | 34        | 7         |
| 2016                  | Albirex Niigata (S)   | S.League              | 23           | 6            | 5                             | 1                             | 4             | 0             | 32        | 7         |
| 2017                  | Albirex Niigata (S)   | S.League              | 24           | 11           | 5                             | 5                             | 5             | 1             | 34        | 17        |
| Tổng cộng             |                       |                       |              |              |                               |                               |               |               |           |           |
| Singapore             | Singapore             | 126                   | 30           | 19           | 9                             | 19                            | 4             | 164           | 43        |           |
|                       |                       |                       | Giải vô địch | Giải vô địch | Cúp Hiệp hội Bóng đá Thái Lan | Cúp Hiệp hội Bóng đá Thái Lan | Cúp Liên đoàn | Cúp Liên đoàn | Tổng cộng | Tổng cộng |
| 2018                  | Thai Honda            | Thai League           | ?            | ?            | ?                             | ?                             | ?             | ?             | ?         | ?         |
| Tổng cộng             |                       |                       |              |              |                               |                               |               |               |           |           |
| Thái Lan              | Thái Lan              | ?                     | ?            | ?            | ?                             | ?                             | ?             | ?             | ?         |           |
| Tổng cộng sự nghiệp   | Tổng cộng sự nghiệp   | Tổng cộng sự nghiệp   | 126          | 30           | 19                            | 8                             | 19            | 4             | 164       | 43        |